# Perkinsiella facialis
Perkinsiella facialis är en insektsart som först beskrevs av William Lucas Distant 1912.  Perkinsiella facialis ingår i släktet Perkinsiella och familjen sporrstritar. Inga underarter finns listade i Catalogue of Life.